# کشیشتف استلماژیک
کشیشتف استلماژیک (لهستانی: Krzysztof Stelmaszyk؛ ‏ تلفظ نام‌کوچک لهستانی: [ˈkʂɨʂtɔf]؛ ‏ زادهٔ ۲ مارس ۱۹۵۹) بازیگر اهل لهستان است.
از فیلم‌ها یا مجموعه‌های تلویزیونی که وی در آن‌ها نقش داشته‌است، می‌توان به نامه به بابا نوئل ۲، تستوسترون، یک‌راست به دل، فردا به سینما می‌رویم، هتل زرافه و کرگدن، خودِ زندگی، شمش‌سازان، در اعماق جنگل، لالایی، سال‌های شیرین، درخت سحرآمیز، خانواده جایگزین، مادران، ۳۹ و نیم، قانون حقیقی، پدر متیو، ورشو ۴۴، ع چون عشق، هتل ۵۲، ماگدا ام.، انتقام‌جویان، در اعماق جنگل و مشت‌زن اشاره نمود.